# Notomyxine tridentiger
Notomyxine tridentiger – gatunek bezszczękowca z rodziny śluzicowatych (Myxinidae). Jedyny przedstawiciel rodzaju Notomyxine.

## Zasięg występowania
Atlantyckie oraz pacyficzne wybrzeża płd. części Ameryki Południowej.

## Cechy morfologiczne
Osiąga max. 57,5 cm długości całkowitej.

## Biologia i ekologia
Występuje na głębokości 11-106 m.